# Stigmidium hafellneri
Stigmidium hafellneri är en lavart som beskrevs av Zhurb. 2009. Stigmidium hafellneri ingår i släktet Stigmidium och familjen Mycosphaerellaceae.   Inga underarter finns listade i Catalogue of Life.